# Kedestan
Kedestan fou una fortalesa a la zona muntanyosa a l'est d'Herat, propera al riu Murghab. Allí va tenir lloc la batalla de Kedestan, un enfrontament militar entre s'una banda les forces atacants dels karaunes i tribus txagatais aliades de Transoxiana, sota el comandament del gran amir Qazaghan, i de l'altre costat les forces del malik kart Muizz al-Din Husayn d'Herat. Una data probable per la batalla es el 1351, però podria ser posterior.

## La batalla
Qazaghan va cridar als exèrcits de les tribus de Transoxiana i amb cinc d'elles va marxar al Khurasan acompanyat del kan nominal Bayan Kuli. Timur, el futur Tamerlà, va participar en l'expedició. Husayn va tenir notícies dels moviments i va enviar un dels seus comandants o generals (amir) amb 300 homes amb ordres de retornar si els txagatais ja havien creuat el Jihun. L'amir va travessar el riu Murghab i no gaire lluny ja es va trobar amb l'exèrcit de Qazagan que avançava i va poder comprovar que portava nombroses maquines de guerra i tenia un nombre de soldats considerable ja que aixecaven una gran polseguera. L'amir va tornar ràpid per informar a Husayn el qual va reunir als seus amirs i notables. Herat només podia mobilitzar quatre mil cavallers i quinze mil homes a peu; els exèrcits mongols eren millors en els combats a cavall; no es veia possible resistir a la ciutat o refugiar-se a la ciutadella i es va optar per fer un atac per sorpresa; mentre es construirien fortificacions a l'est d'Herat entre Paymorq i Kedestan, a les muntanyes properes a Herat.
L'exèrcit va sortir de la ciutat i es va dirigir cap on estava l'exèrcit txagatai. Husayn arengava als soldats recordant que no eren els exercits grans els que guanyaven les batalles, sinó els que combatien amb mes coratge. Mentre Qazagan va seguir avançant, va creuar el Murghab i va passar pel congost de Paxnan i per la ruta de Boshtan va arribar fins a Kedestan, prop d'on ja havia arribat l'exèrcit enemic. Qazagan, acompanyat dels altres emirs, va observar a l'exèrcit enemic des d'unes altures i se’n van adonar de que Husayn no havia triat be el lloc de la batalla, perquè d'una part l'obligava a iniciar l'atac i de l'altra tindria el sol de front i perdria visibilitat; a la nit els dos exèrcits acampats van fer els darrers preparatius i l'endemà al matí es va iniciar el combat; Qazagan havia adoptat una disposició en mitja lluna; dominaven Kedestan i s'obrien a la plana que el malik Husayn havia triat com a lloc de batalla; l'exèrcit de Husayn va aguantar el primer xoc; la lluita fou dura i el camp es va omplir de cadàvers i de restes de l'armament, però finalment les forces de Qazagan es van imposar. Husayn tenia al seu darrera uns rius que esperava fer servir per impedir la progressió o la fuita dels enemics, però ara es convertien en una trampa per les seves pròpies tropes, una part de les quals van morir ofegats i atropellats en el pas d'aquests cursos d'aigua i els que es van salvar foren massacrats pels txagatais que els perseguien.
Husayn va fugir cap a Herat acompanyat nomes dels soldats de la guàrdia reial. Foren aquests soldats ghuris precisament els que, havent-li perdut la confiança després de la derrota, van proclamar com a nou malik al seu germà Muhammad Bakir (1351). Husayn no tenia la capacitat de capgirar la situació i va haver de fugir a cavall. Els ghuris van planejar agafar-lo a la seva muntura però quan estaven a punt de fer-ho, va veure un grup de comerciants que venien cavalls i es va dirigir als ghuris dient que els donava tots els cavalls; els soldats es van dedicar a apoderar-se dels cavalls durant uns minuts, moment que va aprofitar Husayn per fugir refugiant-se a la fortalesa d'Eskilge, situada a la plana d'Herat, al sud-oest, on hi havia molt d'armament i una part del tresor.